# Acalypha menavody
Acalypha menavody é uma espécie de flor do gênero Acalypha, pertencente à família Euphorbiaceae.